# Comté de Clare (Michigan)
Pour l’article homonyme, voir Comté de Clare.
Le Comté de Clare (Clare County en anglais) est au centre de la péninsule inférieure de l'État du Michigan. Son siège est à Harrison.  Selon le recensement de 2000, sa population est de 31 252 habitants. 

## Géographie
Le comté a une superficie de 1 490 km2, dont 1 468 km2 en surfaces terrestres.

### Comtés adjacents
- Comté de Roscommon (nord-est)
- Comté de Gladwin (nord-ouest)
- Comté d'Isabella (est)
- Comté d'Osceola (ouest)
- Comté de Missaukee (sud)